# Psalisodes saalfeldi
Psalisodes saalfeldi är en fjärilsart som beskrevs av Sergius G. Kiriakoff 1979. Psalisodes saalfeldi ingår i släktet Psalisodes och familjen tandspinnare. Inga underarter finns listade i Catalogue of Life.